# Mariposa Black hairstreak
La mariposa black hairstreak ( Satyrium pruni) es una mariposa de la familia Lycaenidae .

## Distribución
La mariposa es originaria de Europa, desde Escandinavia hasta Ucrania, también se encuentra tan al este hasta Mongolia, Corea y Japón. Por lo que se sabe la UICN la considera una especie estable. 

## Descripción en Seitz
T. pruni L. (73 d). El macho tiene algunas manchas anales en la parte de arriba. La hembra tiene una banda anal enmedio y a veces tienen una mancha discal de color ladrillo. Debajo tiene una línea muy delgada de barras blancas y la banda submarginal de color rojo ladrillo en su ala posterior está entre dos filas de manchas negras, que están bordeadas finamente de un blanco azulado que a veces se extiende hasta el ala anterios.
En toda Europa central y meridional, desde la costa atlántica hasta Gran Bretaña, a través de Europa y Asia hasta Amurland y Corea; pero no está presente en el norte de África y probablemente tampoco en Japón, los especímenes registrados en este último país presumiblemente pertenecen a mera o prunoides. En ab. Fulvior Tutt (las hembras en particular)en su ala anterior tienen una mancha discal de color amarillo anaranjado y el resto del ala está cubierta de un café dorado. En ab. ptorsas Hfngl. en ambas alas tienen arriba una banda rojiza amarillenta submarginal; en los especímenes transicionando la bansa está incompleta (ab. progressa, excessa ). ab. obsoleta Tutt not tiene encima manchas anales rojizas amarillentas, en su caso tiene manchas amarillas pálido y no rojas en ab. lutea tutt. Un ejemplar en la etapa lútea que tiene la parte inferior opaca y que no tienen manchas negras en el lado proximal de la banda del ala trasera, se le nombró como ab. paupera Tutt, y los individuos que tienen una amplia banda macular blanca en la parte inferior paralela al margen exterior son ab. albofasciata Tutt. — Los huevos son muy planos, de color marrón grisáceo, con la parte superior cóncava y los depositan de forma individual o en pares. La larva tiene forma de cochinilla, es color verde, tiene una raya dorsal más oscura, y a sus lados tienen pequeñas verrugas o tubérculos amrrones. De abril a finales de mayo dejan los huevos en arbustos de endrino y ciruelos. Se ha observado que ataca a otras larvas de pruni que se estaban fijadas antes de la muda (Frohawk). La pupa es algo angulosa en la parte anterior, de color marrón oscuro, con marcas más oscuras y una mancha. pálida en forma de silla de montar; el abdomen es tuberculado y fuertemente elevado; en conjunto se asemeja a un pequeñp brote o a excremento de pájaro. Las mariposas aparecen en junio, normalmente volando solas, aunque en algunos años son tan abundantes que pueden nacer fácilmente varias docenas en una hora. Cuando eso sucede la mariposas vuelan entre las ramas de los árboles comestibles y entre la maleza de bajo de estos, también les gustan las flores de aligustre.

### Gran bretaña
Es una especie poco común en Gran Bretaña y se encuentra restringida a una serie de lugares en el sur y el este de Midlands, entre Oxford y Peterborough. La colonia más grande de crías está en el bosque Ham Home-cum-Hamgreen Woods (en inglés) en el condado de Buckinghamshire. Históricamente, ha habido alrededor de 90 colonias concoidas desde su descubrimiento en 1828, pero ha habido muchos intentos de introducción, en su mayoría sin éxito, en varios lugares del sur de Inglaterra, incluido un intento en 1952 en Surrey que parecía tener éxito hasta que el hábitat se destruyó. Ahora es una de las amriposas más raras de Gran Bretaña.
En junio de 2018, se anunció que se había descubierto una gran pobñación en Sussex del Este, y se observó en Oxfordshire en un sitio donde no se había visto desde 1988.

### Europa continental
Se le encuentra en la amyoría de los países parte de Europa continental, excepto en las regiones costeras del Mediterráneo. Aunque está muy distribuida, es una especie local y depende del estado de su hábitat. Al este de la región su población está disminuyendo.

### Escandinavia
La mariposa Black hairstreak se encuentra en el sur de Finlandia (Lista de mariposas de Finlandía, en inglés) y Suecia (Lista de mariposas de Suecia, en inglés), y extinta en Dinamarca.

## Apariencia y comportamiento (Gran Bretaña)
Tenga en cuenta que la información sobre esta especie se aplica a Gran Bretaña y algunos detalles pueden no ser consistentes con las especies en otras partes de su área de distribución.

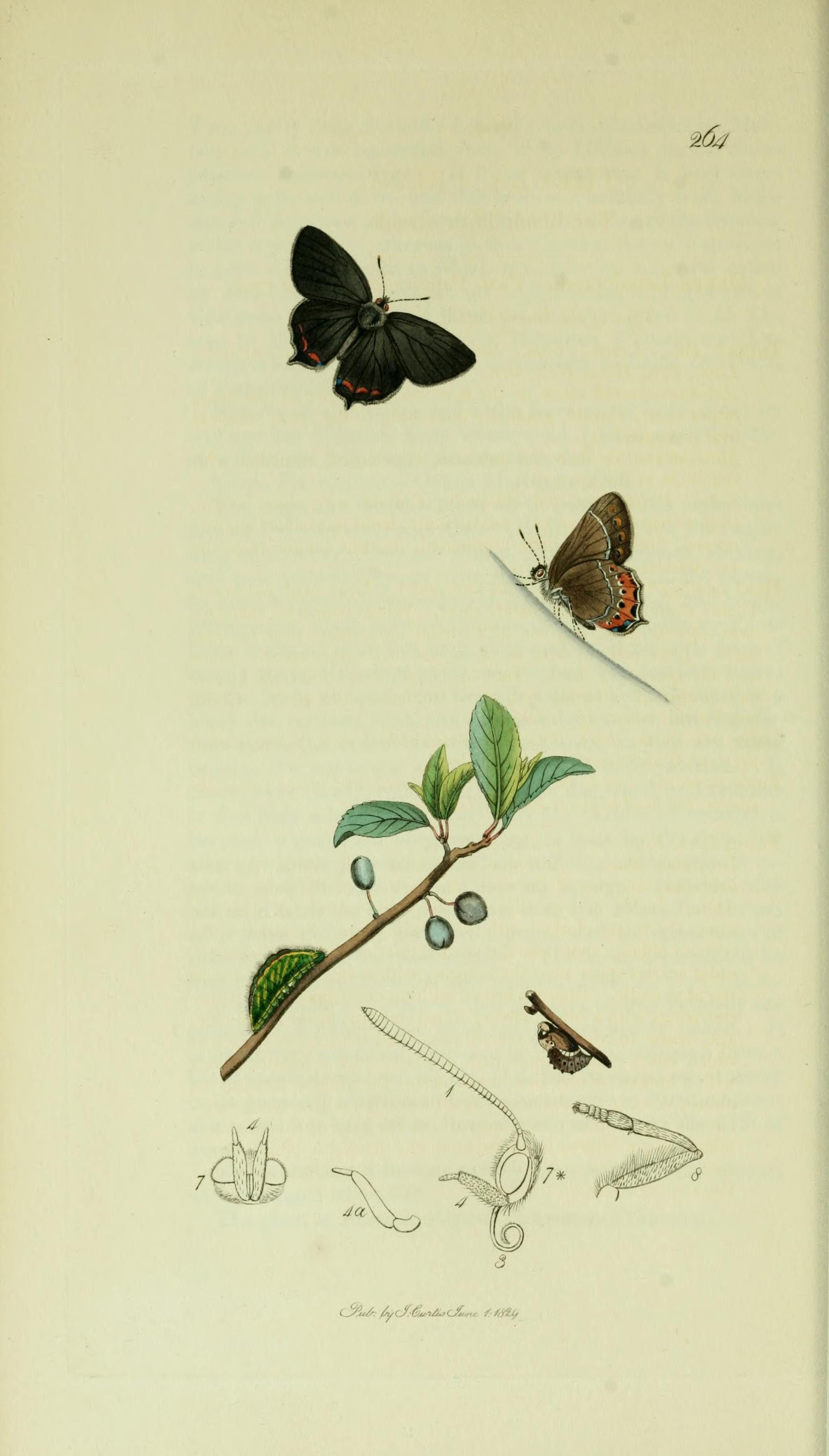
Ilustración en Etimología británica, volumen 5 de John Curtis

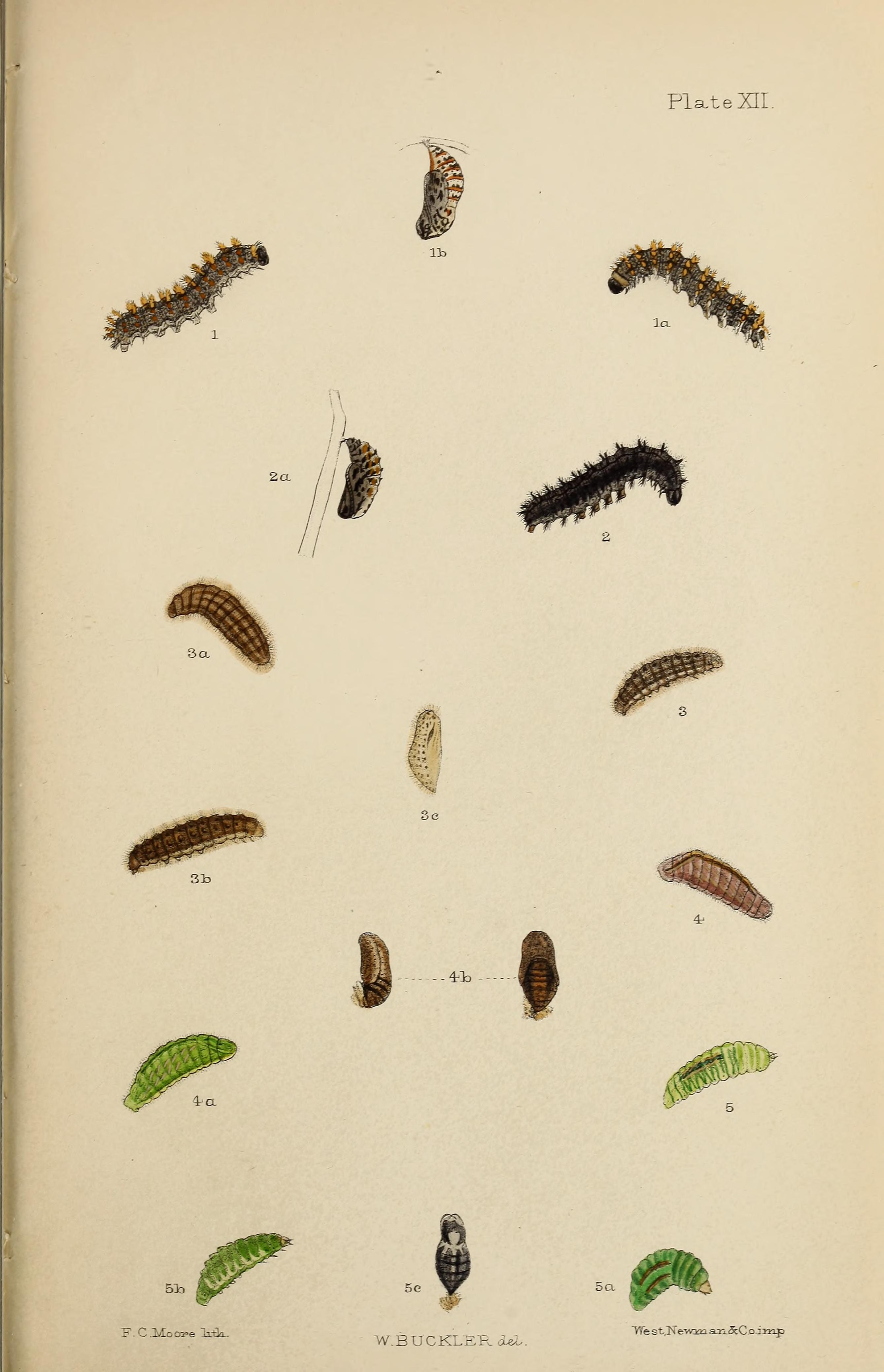
Figuras 5, 5a, 5b larva después de su última muda. 5c pupa

Esta pequeña mariposa marrón, con una envergadura de unos 37 mm, es muy similar a la rabircorta w-blanca pero la mariposa black hairstreak tiene una hielera de manchas anaranjadas a lo largo del borde superior del ala trasera. En la hembra, estas manchas también se extienden hasta las alas delateras. Las partes inferiores son similares a las de la mariposa rabicorta w-blanca, pero en el caso de la rabicorta negra la línea blanca tiende a ser más recta y el borde naranja se extiende hasta las alas delanteras. La forma más fácil de distinguirlas es por la hilera de manchas negras que acompañan a la banda naranja, la cual la rabicorta w-blanca nunca tiene.
Pasan la mayor parte de su vida en las copas de los árboles o en matorrales densos, donde pueden  comer ligamaza y muy rara vez bajan al nivel sel suelo.

## Ciclo de vida y plantas alimenticias
Los huevos los ponen de forma individual en  endrinos (Prunus spinosa) jóvenes y es en esta etapa cuando hibernan. Aunque el endrino es la planta alimenticia principal, de forma ocasional usan la ciruela común (Prunus domestica) y otras especies de Prunus. La oruga eclosiona en la primavera siguiente, a finales de abril, justo antes de que se abran los brotes y se alimenta de los brotes florales. Las larvas más viejas son verdes y se camuflan bien con las hojas de las que se alimentan. La pupación tiene lugar en hojas o ramas pequeñas en juni, las pupas tienen un patrón blanco y negro para imitar el excremento de un pájaro, como defensa ante depredaores que puedan comerlas. Las mariposas adultas de esta especie de cría única (univoltina) emprenden el vuelo desde finales de junio hasta mediados de julio.